# Spathius diphylus
Spathius diphylus är en stekelart som beskrevs av Nixon 1943. Spathius diphylus ingår i släktet Spathius och familjen bracksteklar. Inga underarter finns listade i Catalogue of Life.